# Amondó (album)
Az Amondó a Hiperkarma együttes második albuma, amely 2003-ban jelent meg.

## Az album dalai
1. Padaba
2. Amondó
3. Blabla
4. Látatlan
5. Szónélkül
6. Feketepéter
7. Mandiner
8. Mitévő?
9. Felisút
10. Secperc
11. Szó szerint
12. Vétó
13. Mitévő? (Titusz mix)